# 小行星18708
小行星18708（18708 Danielappel）是一颗绕太阳运转的小行星，为主小行星带小行星。该小行星于1998年4月21日发现。

## 轨道参数
小行星18708的轨道半长轴为3.0427518 UA，离心率为0.060。